# Кара-Богаз-Гол
Кара́-Бога́з-Го́л (туркм. Garabogazköl — дословно «озеро чёрного пролива», до 1936 года — Карабугаз, Кара-Бугаз) — залив-лагуна Каспийского моря на западе Туркменистана, соединяющийся с Каспием одноимённым неглубоким проливом шириной до 200 м. Залив известен также под именем Яджи–Дарья. При ограниченном притоке морской воды площадь водного зеркала может значительно изменяться по сезонам из-за высокой испаряемости, а из-за колебаний уровня моря происходят годовые изменения площади. В последние годы уровень залива остается примерно на 1,5 м ниже уровня Каспийского моря.
Солёность Кара-Богаз-Гола, которая в начале 1980-х годов достигала 310 ‰, — совершенно другого типа, чем наблюдаемая в Каспийском море, поскольку обусловлена в основном высокой концентрацией глауберовой соли (мирабилита). Из-за исключительно высокой солёности, сравнимой с зарегистрированной в Мёртвом море (300—310 ‰, временами до 350 ‰), в заливе практически отсутствует морская растительность.
Берега залива являются одним из крупнейших месторождений мирабилита.

## Этимология и фольклор
В переводе с туркменского языка «Кара-Богаз» означает «чёрная ловушка».
Древний туркменский миф гласит, что в заливе имеется очень глубокая дыра, которая поглощает каспийские воды и заплывшие в залив корабли. По легендам местных жителей позднего времени, вода Каспия через Кара-Богаз-Гол вытекала в Аральское море либо в (мировой) океан (в разных сказаниях).
Свинцово-серый залив называют ещё «морем белого золота», так как зимой на его берегах кристаллизуется мирабилит (глауберова соль).

## История изучения
Первые географические карты с береговой линией залива Кара-Богаз-Гол и примыкающей части Каспийского моря были изготовлены в 1715 году по результатам экспедиции великого князя Александра Бековича-Черкасского, проведённой по указу Петра Великого.
Залив входил в состав Закаспийской области и изучался экспедициями Геологического комитета и университетов Российской империи.
В 1897 году экспедицией на корабле «Красноводск» было проведено подробное исследование залива. Во время этой экспедиции была определена средняя солёность воды — 164 ‰, местами солёность доходила до 200 ‰. Также учёные обнаружили на глубине 10 метров залежи глауберовой соли (10-водного сульфата натрия) толщиной не менее 30 см и площадью около 3200 км². Научные результаты экспедиции, озвученные на Международном геологическом конгрессе, состоявшемся в 1897 году в Санкт-Петербурге, вызвали интерес у промышленников, поскольку глауберова соль (мирабилит) является сырьём для производства серной кислоты, серы и соды.
В 1909 году экспедиция, возглавляемая Н. И. Подкопаевым, изучила климатические условия в заливе.
В 1919 году Н. С. Курнаков и С. Ф. Жемчужный опубликовали работу, в которой показали, что вода залива Кара-Богаз-Гол, как и других солёных озёр, представляет собой равновесную смесь солей: NaCl + MgSO4 ↔ Na2SO4 + MgCl2 (смесь ионов Na+, Cl−, Mg2+, SO42−).
В 1918—1923 годах в заливе были проведены метеорологические, гидрологические и другие исследования с целью уточнить условия для промышленного освоения минеральных отложений.
Осенью 1939 года, из-за снижения уровня воды в Каспийском море и соответственного уменьшения потока каспийской воды в залив, баланс притока и испарения сдвинулся, и солёность рассола в заливе повысилась настолько, что сульфат натрия стал выпадать в осадок.

## Регулирование Каспийского моря

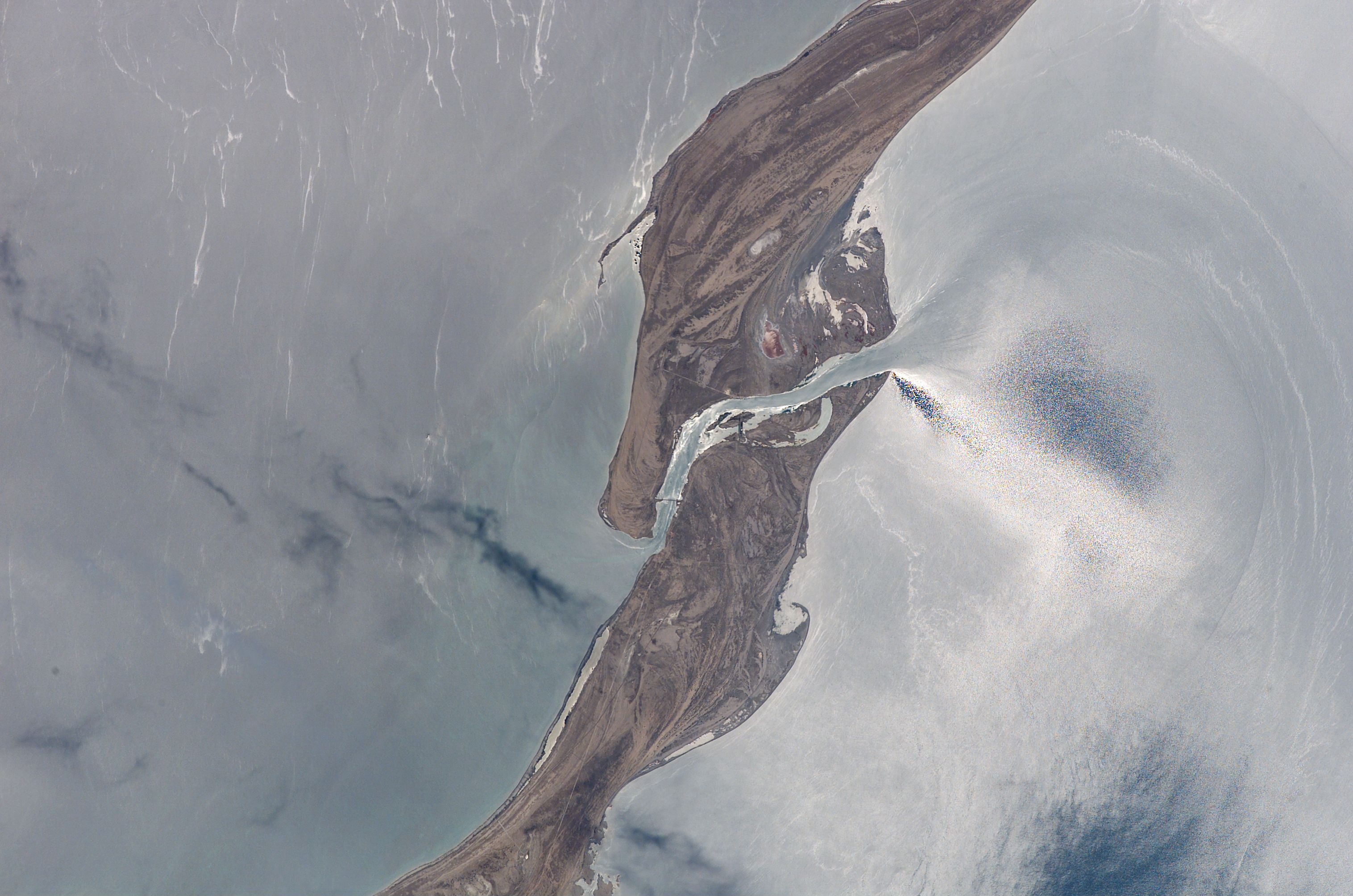
Воды Каспия текут через узкий пролив в Кара-Богаз-Гол. Остатки плотины можно увидеть у водозабора, недалеко от входа в Каспийское море

Кара-Богаз-Гол является крупным заливом-лагуной с большим испарением с его поверхности в климатических условиях пустыни, единственный приток воды в залив поступает через пролив Чёрная Горловина из Каспийского моря. При естественном течении воды через пролив скорость течения, разница уровней и объем испарения в заливе зависят от текущего уровня моря. При высоких уровнях Каспия объём проходящей воды по проливу является наибольшим и разница уровней водоёмов в данном случае является наименьшей, что соответствует наибольшему объему испарения, потому как площадь водного зеркала залива в данном случае достигает наибольшей величины. При снижении уровня Каспийского моря происходит постепенное снижение количества проходящей воды, увеличение разницы уровней, уменьшение площади водного зеркала и соответствующее уменьшение объема испарения. Таким образом Кара-Богаз-Гол играет активную роль в регулировании и стабилизации уровня моря. При падении уровня Каспийского моря до -30 м НУМ проход воды в залив становится невозможным, что приводит к его полному высыханию. При высоких же уровнях моря начинает происходить фактическое выравнивание двух водоемов. Так, в 1996 году на дне канала возникало противотечение, при котором не только в Кара-Богаз-Гол поступала вода из Каспийского моря, но и тяжёлый солевой раствор из залива перетекал обратно в море.
На сегодня[когда?] считается, что в залив ежегодно поступает 8—10 км3 воды, при высоких уровнях воды в Каспии — до 25 км3. Исходя же из скорости высыхания залива в начале 1980-х годов после строительства перегораживающей дамбы, в заливе может испаряться до 30 км3 воды, что компенсируется поступлением такого же объема воды из моря. До начала промышленной деятельности в 1929 году через пролив в среднем проходило 26 км3 воды за год.
При ограниченном притоке небольшая глубина соединяющей протоки не позволяет более солёной воде в Кара-Богаз-Голе возвращаться в Каспийское море — поступающая вода полностью испаряется в заливе без обмена с основным водоёмом. Таким образом лагуна оказывает огромное влияние на водный и солевой баланс Каспийского моря: каждый кубический километр морской воды приносит в залив 13—15 млн тонн различных солей. 

### Антропогенное регулирование
Потому как уровень залива в 1970-х годах был гораздо ниже современного, то до строительства дамбы в 1980 году пролив также частично блокировался, что ограничивало поступление воды и ограничивало объём её испарения в заливе. Осуществляться это могло с целью подъема уровня Каспийского моря и, возможно, с целью добычи соли на осушавшихся летом участках дна залива.
В 1950—1970-е годы уровень Каспийского моря быстро понижался. Чтобы приостановить этот процесс и стабилизировать его уровень, который снижался уже несколько десятилетий, было решено перекрыть пролив Чёрная пасть. В 1980 году пролив был перегорожен дамбой, которая перекрыла поток воды из Каспия в Кара-Богаз-Гол. После сооружения дамбы, отделяющей Кара-Богаз-Гол от Каспийского моря, залив начал высыхать. За два года площадь залива уменьшилась с 10 тыс. км² до 2 тыс. км², в 1984 году залив полностью высох и превратился в соляную пустыню. В результате этого предприятия по производству соли стали испытывать трудности с сырьём (рассолом). Также высохшее дно залива явилось источником пылевых-солевых бурь, которые стали приносить ущерб окружающим землям.
В то же время уровень Каспийского моря начал неожиданно быстро повышаться. В 1984 году для осуществления регулируемого стока и спасения залива было построено водопропускное сооружение для подачи воды из Каспийского моря, что улучшило ситуацию, но подача воды была недостаточной и площадь залива оставалась небольшой по сравнению с уровнем 1980 года. Пробитые в дамбе отверстия для 11 труб не давали нужного эффекта: море продолжало прибывать, а залив заполнялся медленно, и в 1992 году дамбу взорвали. Пролив снова действует, и Кара-Богаз-Гол в 1990-е годы восстановился.

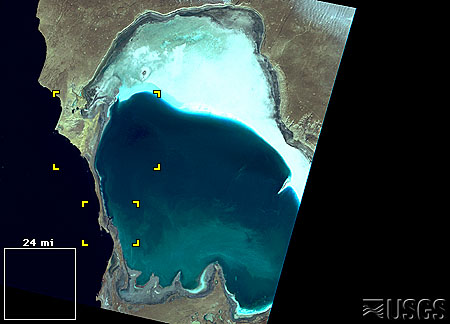
1972 год
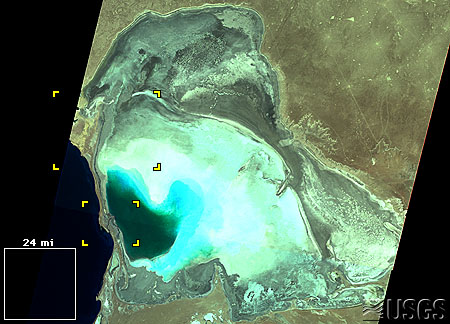
1987 год
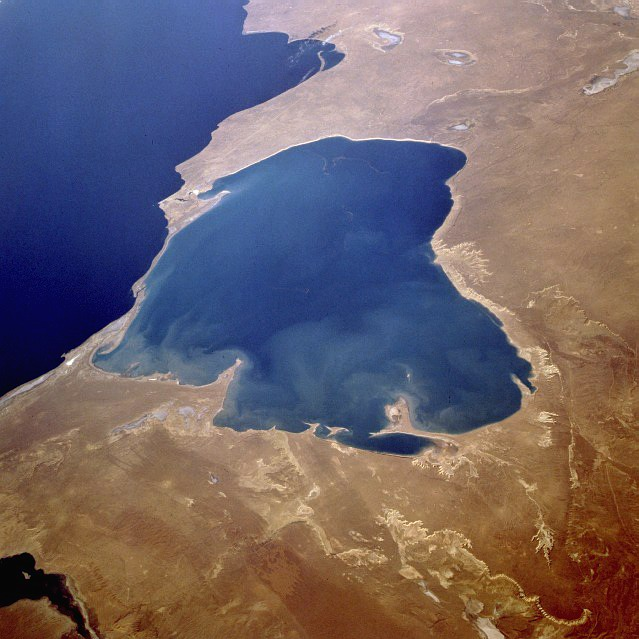
1995 год

## Промышленное использование
В заливе Кара-Богаз-Гол имеются крупные отложения минеральных солей, в частности, сульфата натрия.
В составе донных отложений имеются глауберова соль (мирабилит), другие соли натрия, соли магния, серных кислот и другое сырьё для химической промышленности, в том числе для производства удобрений.
Солевые отложения (эвапориты), накопившиеся на южном берегу, добывались местным населением.
Коммерческая эксплуатация месторождений соли началась как минимум с 1920-х годов.
В первые десятилетия XX века добыча солей проводилась с помощью естественных процессов. При температуре ниже 6℃ соль кристаллизировалась, что позволяло её легко собирать.
В 1926 году был образован трест Туркменсоль.
В 1929 году было создано предприятие Карабогазсульфат, добывавшее соль путём распределения рассола по мелким ямам, в которых вода выпаривалась на солнце, а оставшуюся соль собирали специальными механизмами и отправляли потребителям.
Начиная с 1930 года, уровень Каспийского моря стал заметно понижаться, что привело к уменьшению площади залива Кара-Богаз-Гол и повышению концентрации рассола, сульфат натрия стал выпадать в осадок и в 1939 году добывать соль из рассола стало нерентабельным. Предприятия переключились на добычу сырья из донных отложений.
С 1954 года трест Карабогазсульфат добывает только ископаемые соли — сульфат натрия, сульфат магния, хлорид магния, хлорид натрия. В 1980-х планировалось начать выпуск бромидов, боратов, оксида магния и некоторых редких металлов.
В 1930-х годах ручной сбор прекратился и промышленная добыча переместилась на северо-запад в её нынешний центр около Гарабогаза. Начиная с 1950-х годов грунтовые воды перекачивались с уровней ниже, чем сам залив, что давало более ценные виды солей. В 1963 году в Гарабогазе началось строительство современного завода для увеличения круглогодичного производства солевых растворов независимо от естественного испарения. Строительство завода было завершено в 1973 году.
Высыхание залива из-за сооружённой в 1980 году дамбы нанесло ущерб промышленной добыче мирабилита (предприятия использовали рассол для производства соли), для его нивелирования были построены водопропускные сооружения.

## В культуре
К. Г. Паустовский в 1932 году описал историю исследования и хозяйственного освоения залива в повести «Карабугаз», где изложил в том числе туркменские легенды о нём.

Кара-Бугаз по-туркменски означает «черная пасть». Наподобие пасти залив беспрерывно сосёт воды моря.— Паустовский, 1972, Заблуждение лейтенанта Жеребцова

Недавно ещё Кара-Бугаз наводил суеверный ужас на кочевников и моряков. … Чем он был в представлении людей из культурных оазисов? Заливом смерти и ядовитой воды, адом.— Паустовский, 1972, Полководец